# Rodrigo Nunes de Oliveira
Rodrigo Nunes de Oliveira (11 de enero de 1979) es un exfutbolista brasileño que se desempeñaba como delantero.
Jugó para clubes como el Vegalta Sendai.

## Trayectoria

### Clubes
| Club           | País  | Año  |
| -------------- | ----- | ---- |
| Vegalta Sendai | Japón | 2000 |

## Estadística de carrera

### J. League
| Club           | Año   | J. League | J. League | Copa J. League | Copa J. League | Total | Total |
| Club           | Año   | Part.     | Goles     | Part.          | Goles          | Part. | Goles |
| -------------- | ----- | --------- | --------- | -------------- | -------------- | ----- | ----- |
| Vegalta Sendai | 2000  | 5         | 0         | 1              | 0              | 6     | 0     |
| Total          | Total | 5         | 0         | 1              | 0              | 6     | 0     |